# Epiphronitis
× Epiphronitis, (abreviado Ctyl) en el comercio, es un híbrido intergenérico entre los géneros de orquídeas Epidendrum × Sophronitis. Fue publicado en J. Hort. Pract. Gard. 83: 513 (1890).